# Austroargiolestes brookhousei
Austroargiolestes brookhousei – gatunek ważki z rodzaju Austroargiolestes należącego do rodziny Argiolestidae.
Imagines ubarwione czarno-jasnoniebiesko, nieomszone, dużych rozmiarów. Górne przydatki analne samca mają nachodzące na siebie wierzchołki.
Ważka ta jest endemitem środkowo-wschodniej Australii.